# Artozqui
Artozqui fue una localidad española, hoy día sumergida, del municipio de Arce, en la Comunidad Foral de Navarra.

## Historia
Hacia mediados del siglo XIX, el lugar, ya por entonces perteneciente a Arce, tenía contabilizada una población de 70 habitantes. Aparece descrito en el segundo volumen del Diccionario geográfico-estadístico-histórico de España y sus posesiones de Ultramar de Pascual Madoz con las siguientes palabras:

ARTOZQUI: l. del valle y ayunt. de Arce, en la prov., aud. terr. y c. g. de Navarra, merind. de Sangüesa (6 leg.), part. jud. de Aoiz (2), dióc. de Pamplona (7), arciprestazgo de Lónguida: sit. á la izq. del r. Irati en una hermosa llanura, donde le combaten todos los vientos, y goza de clima muy saludable. Tiene 20 casas, 1 igl. parr. dedicada á la Purísima Concepcion, servida por 1 cura con titulo de vicario, y 1 ermita que ninguna particularidad ofrece. Confina el térm. por N. con el de Oroz (1 leg.), por E. con el de Equiza (igual dist.), por S. con el de Oloci (1/2), y por O con el de Usoz (1/4). El terreno participa de monte y llano; en el primero brotan varias fuentes de buenas aguas, las cuales dan origen á distintos arroyos, que confluyen en el espresado r. Irati cerca del pueblo, y sirven para el consumo del vecindario y otros objetos agrícolas; tambien hay en la parte montuosa abundantes y sabrosos pastos para el ganado, con árboles y arbustos para combustible: prod. trigo, cebada, avena, maiz, centeno, lino, cañamo, legumbres y hortalizas; cria ganado vacuno, mular, lanar y cabrio; caza de liebres, conejos y perdices; y pesca de anguilas, truchas y barbos en el r.: pobl. 22 vec.: 123 alm., contr. con el valle. Durante las guerras con la república francesa á fines del siglo pasado fueron incendiadas algunas casas de este pueblo.
(Madoz, 1845, p. 608)

El pueblo fue derribado en 2003 para la construcción del pantano de Itoiz, bajo cuyas aguas quedó sumergido. Sigue figurando como entidad singular de población en el Nomenclátor del Instituto Nacional de Estadística, con 0 habitantes empadronados en 2023.